# Rhumasprung
Rhumasprung bildet de facto das nordwestliche Ende von Rhumspringe im Landkreis Göttingen, ist aber de jure Teil der Gemeinde Herzberg am Harz ebenfalls im Landkreis Göttingen in Niedersachsen.  Bis 2016 war der Ort noch durch eine Kreisgrenze (Osterode am Harz/Göttingen) von Rhumspringe getrennt, seither nur noch durch eine Gemeindegrenze (Herzberg/Rhumspringe).

## Geografie

### Geographische Lage
Die Siedlung befindet sich im Rotenberg, welcher das Harzvorland und das Eichsfeld voneinander trennt. In Rhumasprung beginnt die Rhume ihren Lauf in der Rhumequelle, welche von unterirdischen Abflüssen von Oder, Sieber und ihren Nebenflüssen sowie zahlreichen Seen wie Kesselsumpf, Juessee oder Ochsenpfuhl gespeist wird.
Neben Rhumspringe sind die nächstgelegenen Orte Pöhlde, Lütgenhausen, Rüdershausen und Hilkerode.

## Geschichte

### Kreis- und Gemeindezugehörigkeit
Vor 1972 war Rhumasprung Teil der Gemeinde Pöhlde im Landkreis Osterode am Harz, Rhumspringe hingegen lag im Landkreis Duderstadt. Die Grenze, welche die Orte trennte, war also Landkreis Osterode am Harz/Landkreis Duderstadt sowie Gemeinde Pöhlde/Gemeinde Rhumspringe. Am 1. Juli 1972 wurde dann Pöhlde Teil der Gemeinde Herzberg am Harz. Ein halbes Jahr später wurde der Landkreis Duderstadt Teil des Landkreises Göttingen. Die neuen teilenden Grenzen waren also Landkreis Osterode am Harz/Landkreis Göttingen bzw. Gemeinde Herzberg am Harz/Gemeinde Rhumspringe. Beide Gemeinden sowie beide Landkreise warben mit der Rhumequelle auf ihrem Gebiet, obwohl sie faktisch nur zum Landkreis Osterode gehörte.
Am 1. November 2016 fusionierten dann auch die Landkreise Göttingen und Osterode zum neuen Landkreis Göttingen. Rhumasprung bleibt jedoch weiter Teil von Herzberg und damit von Rhumspringe bzw. der Samtgemeinde Gieboldehausen getrennt. Allerdings kann für die Adresse auch die Rhumspringer Postleitzahl verwendet werden.

### Herkunft des Ortsnamens
Wie auch der Name „Rhumspringe“ leitet sich „Rhumasprung“ von der Rhumequelle ab. Die Endung auf -a könnte sich auch von der Sage um die Nixe „Rhuma“ ableiten.

## Wirtschaft und Infrastruktur

### Verkehr
Durch den Ort verläuft die Landesstraße 530 von Herzberg nach Duderstadt.
Die ehemals durch den Ort führende Bahnstrecke Bleicherode–Herzberg ist mittlerweile ein Radweg, auf welchem man nach Pöhlde, Herzberg oder Hilkerode gelangt. Die nächstgelegene Eisenbahnzugangstelle ist der Bahnhof Herzberg (Harz) an West- und Südharzstrecke.
Per Bus wird Rhumasprung nur montags bis freitags ein- bis zweimal von der Linie 454 von Herzberg über Pöhlde nach Rhumspringe angefahren. Regelmäßiger fahren Busse der Linie 162 von Duderstadt über Rhumspringe nach Gieboldehausen.